# Аэнор де Шательро
Аэно́р (Элеано́р) де Шательро́ (фр. Aénor de Châtellerault; ок. 1103 — март 1130) — герцогиня Аквитании, дочь Эмери I, виконта де Шательро, и Данжерозы де Л’Иль Бушар (фр. Dangereuse de l'Isle Bouchard). Мать Алиеноры Аквитанской.

## Биография
Герцогиня Аквитании. Родилась в Шательро (Вьенн), около 1103 года. Умерла в 1130 году в Тальмонте. В 1121 году Аэнор была выдана замуж за Гильома X Аквитанского, сына Гийома IX Аквитанского, многолетнего любовника её матери.
У них с Гильомом X было трое детей:
- Алиенора Аквитанская (1122–1204), которую считали самой известной и могущественной женщиной Средневековья.
- Петронилла Аквитанская (1125–1151), жена Рауля I, графа Вермандуа;
- Гийом Эгре (умер в возрасте 4 лет);